# Ramon Bernat Trencavell

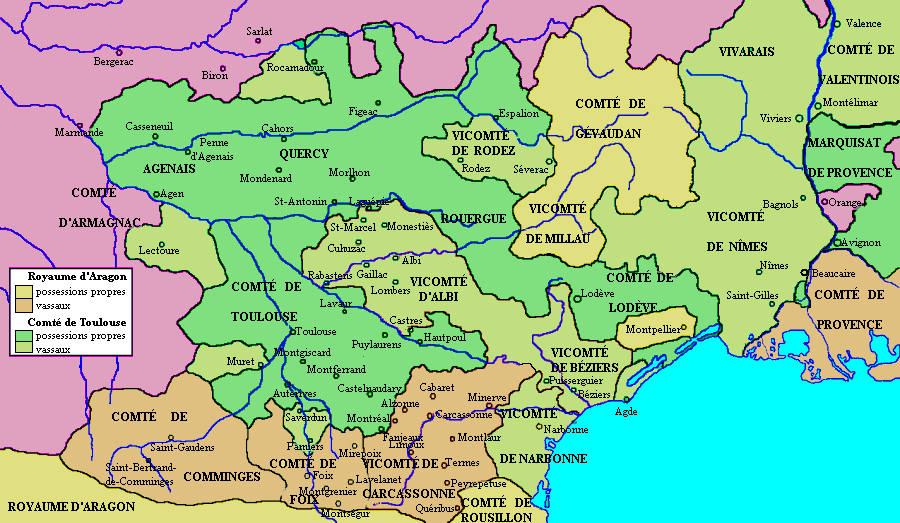
Mapa de situació del vescomtat d'Albi.

Ramon Bernat, dit Trencavell († 1074) va ser vescomte d'Albi i de Nimes durant la segona meitat del segle XI. Era fill de Bernat III, vescomte d'Albi i de Nimes, i de Rangarda.
Ramon Bernat va ser qui va adoptar el sobrenom de Trencavell, el qual hereteran els seus descendants i esdevindrà el nom del seu llinatge.
Va succeir el seu pare després del 1050 i es va casar amb Ermengarda († 1099), vescomtessa de Carcassona, Besiers i Agde; Ermengarda era filla de Pere Ramon, comte de Carcassona i de Rangarda de la Marca.
Del matrimoni entre Ramon Bernat d'Albi i Ermengarda de Carcassona va néixer dos fills:
- Bernat Ató IV Trencavell († 1129), vescomte de Carcassona, de Besiers, d'Albi, de Nimes i d'Agde.
- Guillerma († després del 1070), casada el 1069 amb el vescomte Pere Ató de Borniquèl.

El 1067, a la mort del seu cunyat el comte Roger III de Carcassona, Ermengarda i Roger II, comte de Foix (cosí en línia masculina del difunt), es disputaran la successió del vescomtat. La lluita va durar diversos anys, ja que els comtes de Barcelona Ramon Berenguer I, Ramon Berenguer II i Ramon Berenguer III també entraran en el conflicte amb la intenció d'emparar-se de Carcassona. Finalment Ermengarda serà reconeguda com a vescomtessa el 1082 i els seus descendents n'hereteran el títol.